# De Kronieken van Narnia: Prins Caspian (boek)
Prins Caspian (Engels: Prince Caspian) is een kinderboek en is het vierde deel van de door C.S. Lewis geschreven De Kronieken van Narnia. Het is het tweede deel in volgorde van publicatie en verscheen in 1951 onder de titel Prince Caspian: The Return to Narnia. Het werd in 1956 in het Nederlands vertaald met een tweede druk uit 1976 en in 1983 hervertaald met een tweede druk uit 1990 en een derde uit 2001. Onder de titel De Kronieken Van Narnia: Prins Caspian werd op 16 mei 2008 de verfilming van het boek uitgebracht. 

## Verhaal
Prins Caspian gaat verder waar Het betoverde land achter de kleerkast ophield. Het speelt zich af in 1941. De vier kinderen Pevensie (Peter, Susan, Edmund en Lucy) komen weer terug in Narnia. Op dat moment is er oorlog tussen enerzijds de oud-Narniërs, de oorspronkelijke bewoners van Narnia die nog geloven in magie en Aslan en anderzijds de Telmarijnen, die oorspronkelijk uit onze wereld kwamen. Caspian, de neef van koning Miraz, is een jonge prins die eigenlijk recht heeft op de troon. Caspian voert de oud-Narniërs aan tegen de Telmarijnen en dreigt het onderspit te delven. Aslan stuurt de Pevensies erop af om Prins Caspian te helpen.
De kinderen Lucy, Edmund, Susan en Peter zitten op een station te wachten tot de trein komt, als zij door toverkracht weer terechtkomen in het land Narnia, waar inmiddels honderden jaren zijn verstreken. Ze blijken terecht te zijn gekomen bij de ruïne van Cair Paravel, hun vroegere paleis.
Na de ruïne en het eiland waar het op ligt verkend te hebben, redden ze een dwerg, die Trompoen blijkt te heten. Deze is door Prins Caspian naar Cair Paravel gestuurd, om de Pevensies op te vangen. Deze vertelt hen de geschiedenis van Prins Caspian.
Na wat verwikkelingen gaan ze op weg naar de Aslanberg, de plaats waar de Stenen Tafel staat, waar het leger van Prins Caspian en het leger van koning Miraz, zijn oom, tegenover elkaar staan. Ze verdwalen, maar worden door Aslan uiteindelijk naar de Aslanberg geleid.
Daar redden Peter en Edmund Prins Caspian van een verraderlijke aanslag, terwijl Aslan met Susan en Lucy weggaat. Omdat het leger van Prins Caspian zwakker is dan dat van zijn oom, besluit Peter tot een tweegevecht. Koning Miraz neemt dat aan, maar wordt door twee edelen tijdens het gevecht vermoord, waarna ze Peter daarvan de schuld geven.
Het gevecht dat daarop volgt wordt uiteindelijk gewonnen door oud-Narniërs, doordat de bomen, die door Aslan wakker zijn gemaakt, mee zijn gaan vechten. Het leger van Prins Caspian drijft dat van Miraz op naar de rivier waar beide legers Aslan ontmoeten.
Die stelt de Telmarijnen de volgende dag voor de keus, of zich aanpassen, en verder leven met de oud-Narniërs, of terug naar het eiland waar zij op de aarde vandaan komen. Het laatste kan door een magische poort, die Aslan heeft opgericht.
Omdat sommige Telmarijnen een val vermoeden, gaan Peter, Susan, Edmund en Lucy als eersten door de poort, waardoor ze terugkomen op het station waar ze zaten. Voordat ze teruggingen heeft Aslan tegen Peter en Susan gezegd dat ze nooit meer in Narnia terug zouden komen.
Edmund had alleen zijn zaklamp in Narnia laten liggen.

## Trivia
- Miraz heeft de vader van Caspian gedood en heeft zich Lord Protector genoemd. Dit is een duidelijke verwijzing naar Oliver Cromwell, die Karel I liet onthoofden en als Lord Protector de macht nam.